# Senecio inaequidens
Il  senecione sudafricano (nome scientifico  Senecio inaequidens  DC, 1838) è una specie di pianta angiosperma dicotiledone della famiglia delle Asteraceae (sottofamiglia Asteroideae).

## Etimologia
Il nome generico (Senecio) deriva dal latino senex che significa “vecchio uomo” e fa riferimento al ciuffo di peli bianchi (pappo) che sormonta gli acheni, che ricorda la chioma di un vecchio. L'epiteto specifico (inaequidens) si riferisce alla dentatura irregolare dei bordi delle foglie.
Il binomio scientifico attualmente accettato (Senecio inaequidens) è stato proposto dal botanico e micologo svizzero Augustin Pyrame de Candolle  (1778 – 1841) nella pubblicazione ”Prodromus Systematis Naturalis Regni Vegetabilis” (Prodr. [A. P. de Candolle] 6: 401) del 1838.

## Descrizione

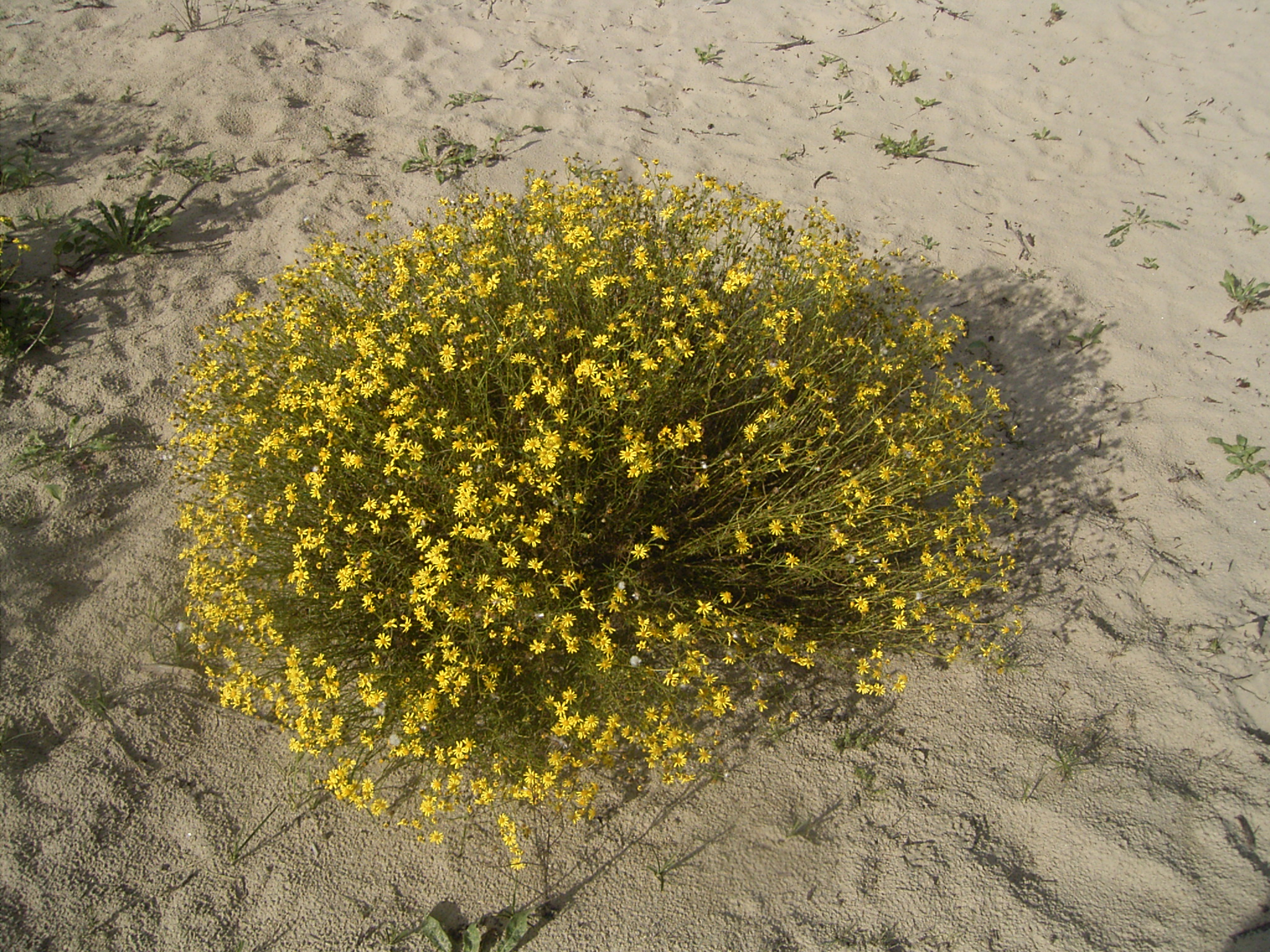
Il portamento

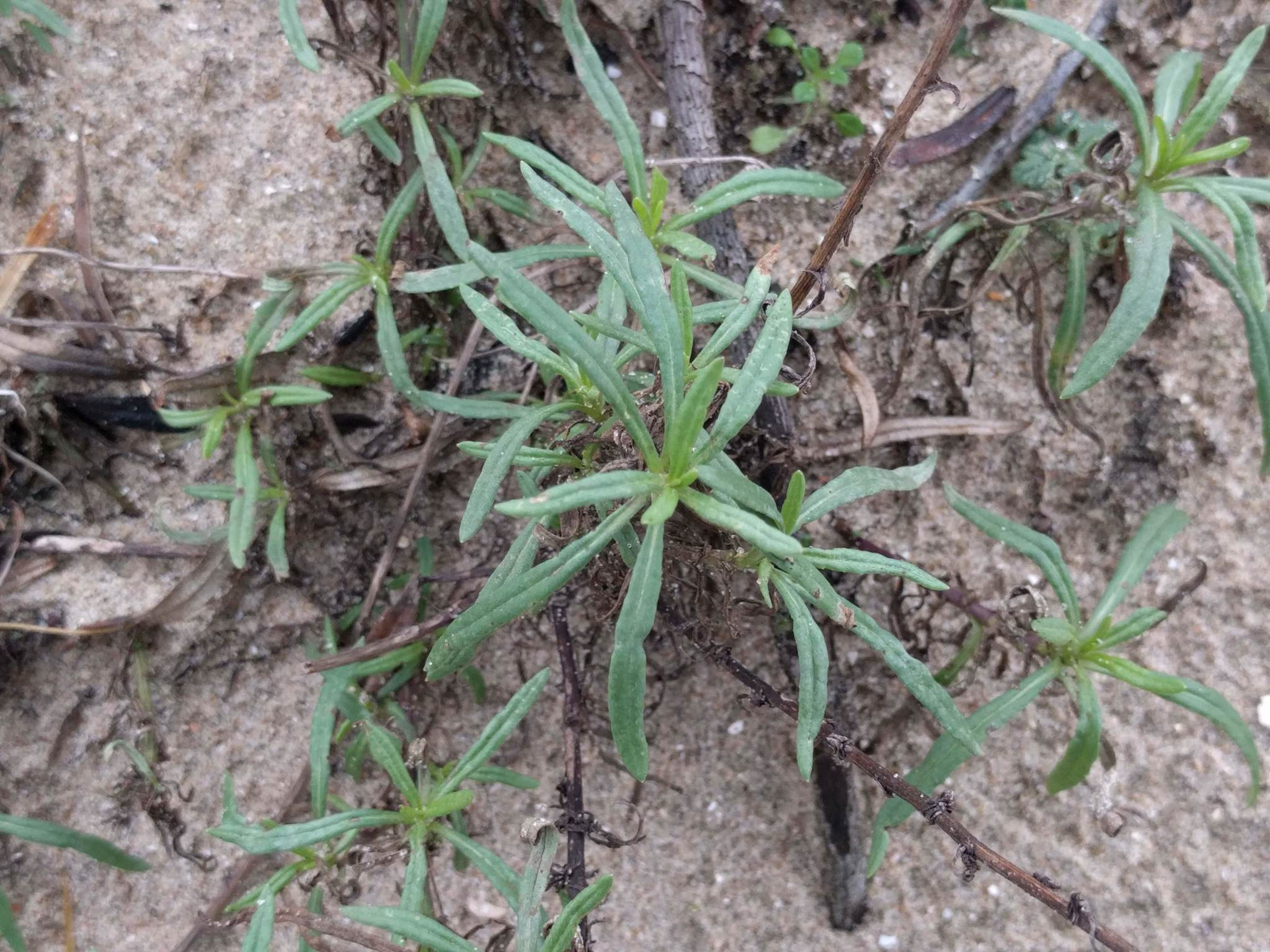
Le foglie

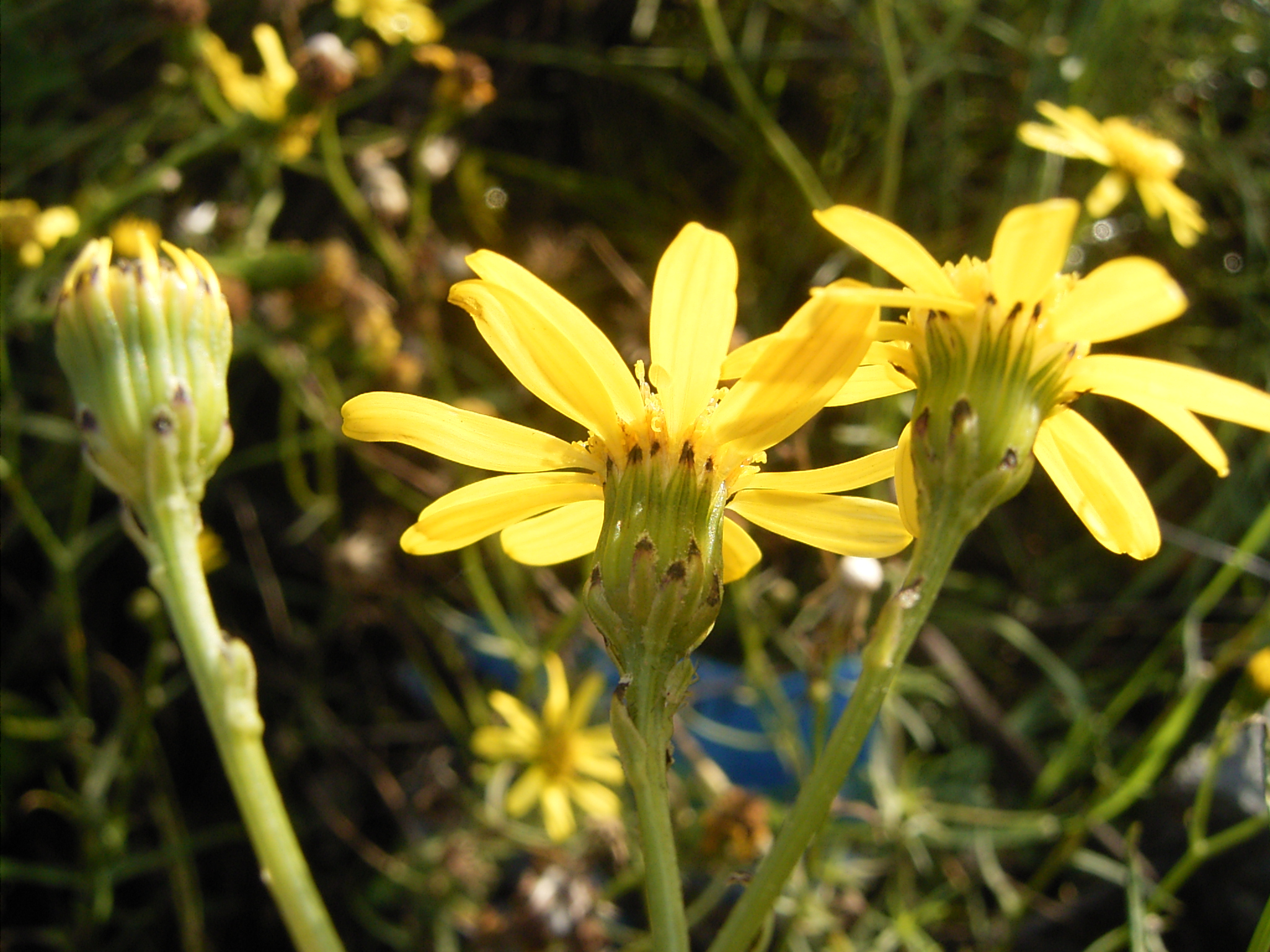
L'involucro con le squame

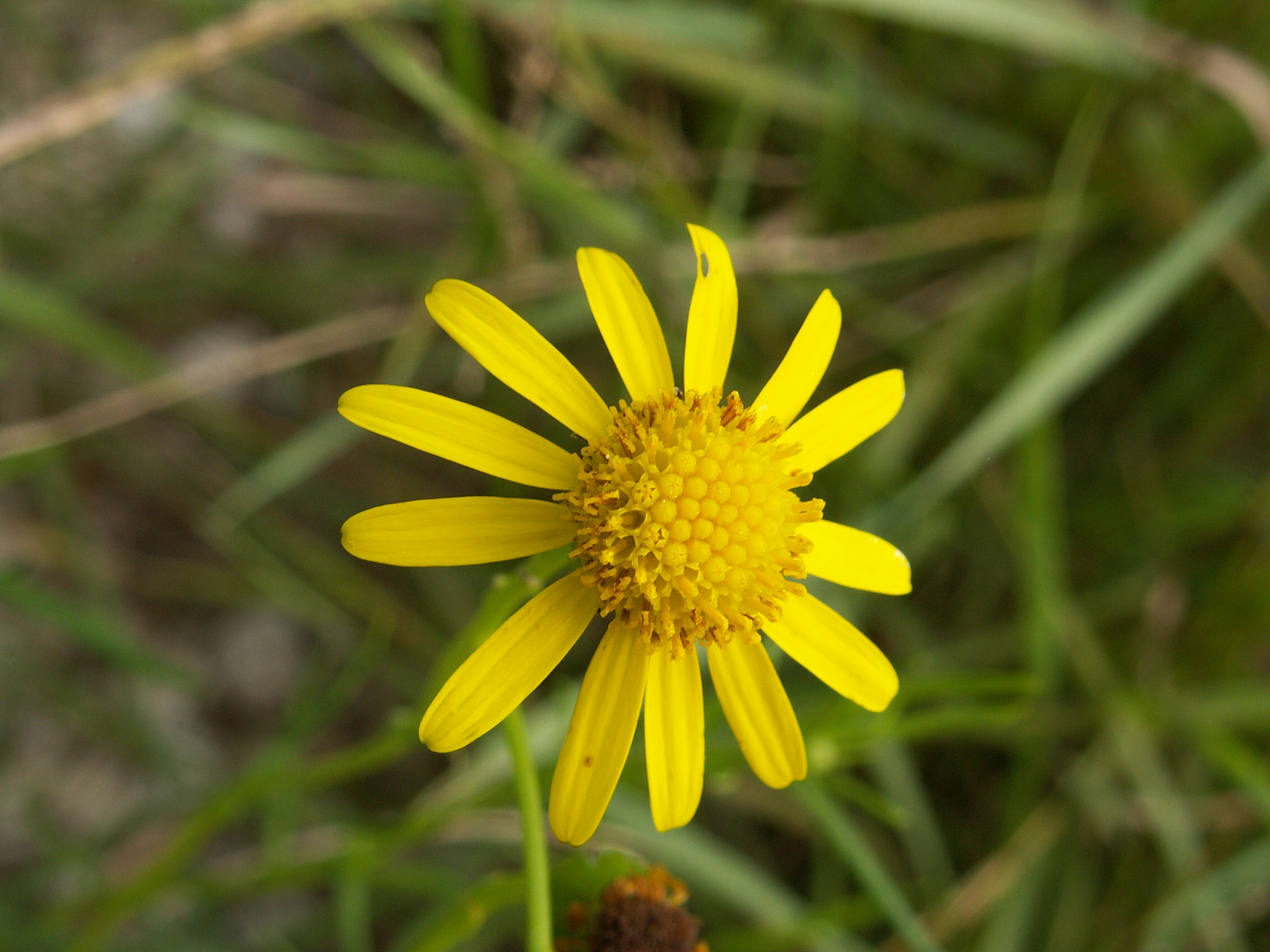
I due tipi di fiori (ligulati e tubulosi)

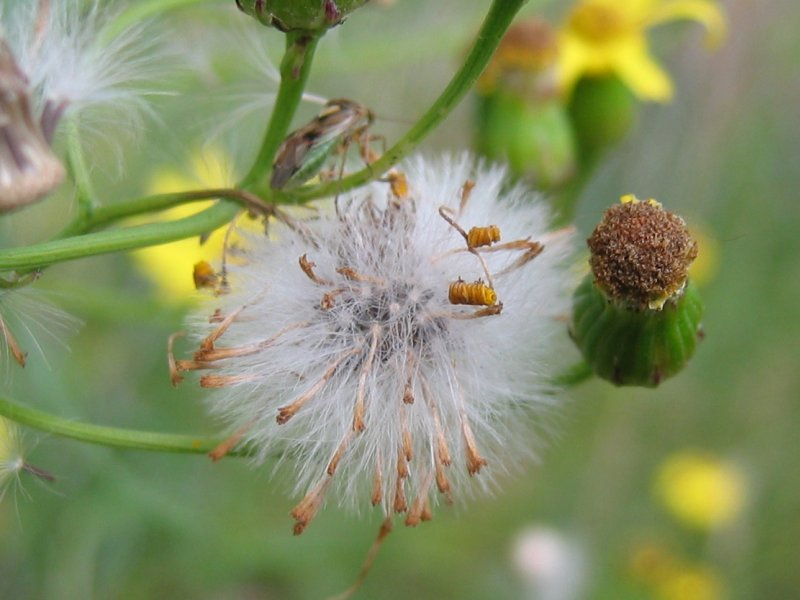
I frutti con il pappo

Habitus. L'altezza di queste piante varia da 4 a 6 dm (massimo 100 cm). La forma biologica è terofita scaposa (T scap), ossia sono piante erbacee che differiscono dalle altre forme biologiche poiché, essendo annuali, superano la stagione avversa sotto forma di seme, inoltre sono munite di asse fiorale eretto e spesso privo di foglie. In certi casi la forma biologica può essere definita anche camefita suffruticosa (Ch suffr). In questo caso sono piante perenni e legnose alla base, con gemme svernanti poste ad un'altezza dal suolo tra i 2 ed i 30 cm, le cui porzioni erbacee seccano annualmente e rimangono in vita soltanto le parti legnose. Queste piante possiedono al loro interno delle sostanze chimiche quali i lattoni sesquiterpenici e gli alcaloidi pirrolizidinici.
Radici. Le radici sono secondarie da rizoma non molto sviluppate.
Fusto. 
- Parte ipogea: la parte sotterranea è un rizoma.
- Parte epigea: la parte aerea del fusto è eretta, glabra, striata, ramosa alla base. A volte è suffruticosa (con fusti legnosi).

Foglie. Le foglie sono intere con lamina a forma lineare e lievemente carenate. Sono dentate irregolarmente sui bordi. Alla base sono auricolate (ossia sono presenti delle setole patenti). La superficie è percorsa da brevi tubercoli cartilaginei. Quelle superiori sono progressivamente più piccole con picciolo più breve e in alcuni casi sono sub-sessili. Dimensioni delle foglie: larghezza 1 – 3 mm; lunghezza 60 –70 mm.
Infiorescenza. Le sinflorescenze sono composte da più capolini organizzati in formazioni corimbose. Le infiorescenze vere e proprie sono formate da un capolino terminale peduncolato di tipo radiato. I capolini sono reclinati prima dell'antesi. Alla base dell'involucro (la struttura principale del capolino) può essere presente un calice formato da alcune brattee fogliacee (da 10 a 12 di colore purpureo e più brevi di quelle dell'involucro). I capolini sono formati da un involucro piriforme composto da diverse brattee, al cui interno un ricettacolo fa da base ai fiori di due tipi: quelli esterni del raggio e quelli più interni del disco. Le brattee, 21 per involucro, sono disposte in modo embricato, tutte uguali, su una serie e possono essere connate alla base; sono brunastre all'apice. Il ricettacolo è nudo (senza pagliette a protezione della base dei fiori); la forma è piatta e spesso è denticolato. Diametro dei capolini: 1,5 - 2,5 mm. Dimensioni dell'involucro: larghezza 6 – 7 mm; lunghezza 6 – 8 mm; in alto può restringersi fino a 4 mm. Lunghezza delle squame interne: 5 – 7 mm.
Fiori.  I fiori (fiori ligulati: 12 - 13 per capolino - quelli tubulosi sono più numerosi) sono tetra-ciclici (formati cioè da 4 verticilli: calice – corolla – androceo – gineceo) e pentameri (calice e corolla formati da 5 elementi). Sono inoltre ermafroditi, più precisamente i fiori del raggio (quelli ligulati e zigomorfi) sono femminili; mentre quelli del disco centrale (tubulosi e actinomorfi) sono bisessuali o a volte funzionalmente maschili.
- Formula fiorale:

*/x K {\displaystyle \infty }, [C (5), A (5)], G 2 (infero), achenio
- Calice: i sepali del calice sono ridotti ad una coroncina di squame.
- Corolla: nella parte inferiore i petali della corolla sono saldati insieme e formano un tubo. In particolare le corolle dei fiori del disco centrale (tubulosi) terminano con delle fauci dilatate a raggiera con cinque lobi. Nella corolla dei fiori periferici (ligulati) il tubo si trasforma in un prolungamento ligulato, terminante più o meno con cinque dentelli. Il colore delle corolle di norma è giallo. Lunghezza dei fiori ligulati: 5 – 12 mm.
- Androceo: gli stami sono 5 con dei filamenti liberi. La parte basale del collare dei filamenti può essere dilatata. Le antere invece sono saldate fra di loro e formano un manicotto che circonda lo stilo. Le antere normalmente sono senza coda ("ecaudate"). La struttura delle antere è di tipo tetrasporangiato, raramente sono bisporangiate. Il tessuto endoteciale è radiale o polarizzato. Il polline è tricolporato (tipo "helianthoid").[14]
- Gineceo: lo stilo è biforcato con due stigmi nella parte apicale. Le branche stilari sono sub-cilindriche, troncate e con un ciuffo di peli alla sommità. Le ramificazione (dello stilo) consistono in linee stigmatiche marginali (i recettori del polline) separate. L'ovario è infero uniloculare formato da 2 carpelli.
- Antesi: da (aprile) agosto a ottobre (novembre).

Frutti. I frutti sono degli acheni con pappo. La forma degli acheni è più o meno affusolata. La superficie è percorsa da alcune coste longitudinali con ispessimenti marginali, e può essere glabra o talvolta pubescente. Non sempre il carpoforo è distinguibile. Il pappo, persistente o caduco, è formato da numerose setole snelle e bianche (lisce o barbate); le setole possono inoltre essere connate alla base. Lunghezza degli acheni: 2 – 4 mm.

## Biologia
Impollinazione: l'impollinazione avviene tramite insetti (impollinazione entomogama tramite farfalle diurne e notturne).

Riproduzione: la fecondazione avviene fondamentalmente tramite l'impollinazione dei fiori (vedi sopra). La capacità di riproduzione di questa pianta è molto alta (secondo alcune ricerche ogni pianta può sviluppare da 80 a 100 infiorescenze per un totale di oltre 29.000 semi all'anno).

Dispersione: i semi (gli acheni) cadendo a terra sono successivamente dispersi soprattutto da insetti tipo formiche (disseminazione mirmecoria). In questo tipo di piante avviene anche un altro tipo di dispersione: zoocoria. Infatti gli uncini delle brattee dell'involucro (se presenti) si agganciano ai peli degli animali di passaggio disperdendo così anche su lunghe distanze i semi della pianta. Inoltre per merito del pappo il vento può trasportare i semi anche a distanza di alcuni chilometri (disseminazione anemocora).

## Distribuzione e habitat

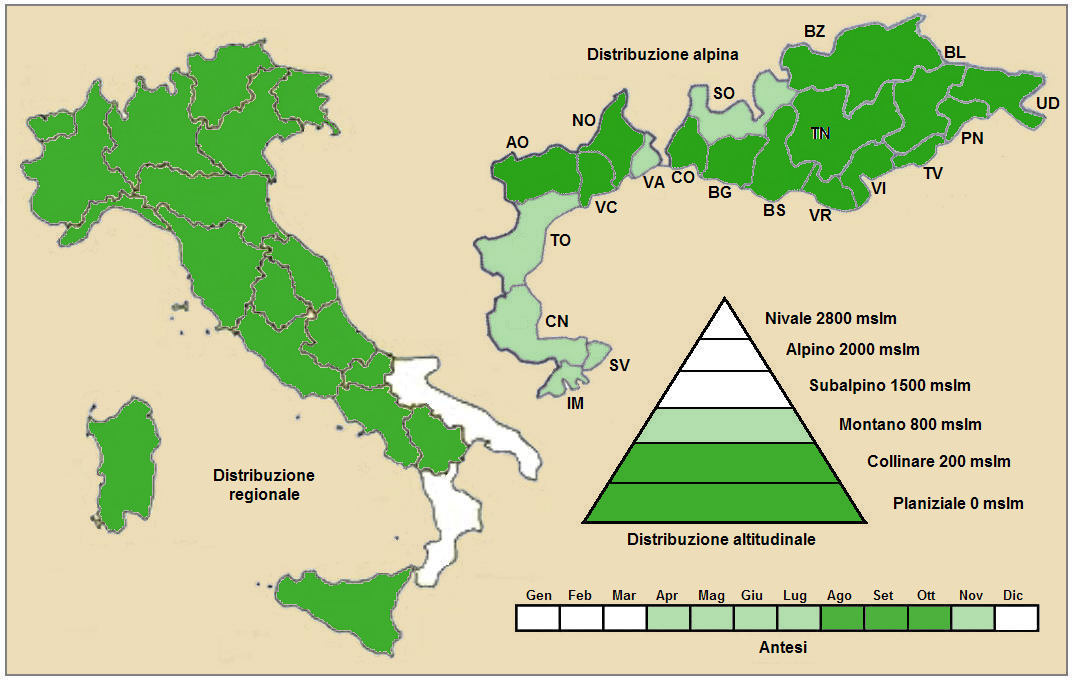
Distribuzione della pianta
(Distribuzione regionale – Distribuzione alpina)

Geoelemento: il tipo corologico (area di origine) è  Sudafricano. L'origine di questa specie è del Sudafrica. In particolare proviene dalle seguenti zone: Lesotho, Sudafrica e Swaziland. Probabilmente in Italia è stata introdotta dalle truppe inglesi (o sudafricane) durante la seconda guerra mondiale, o secondo altre ipotesi tramite il commercio della lana (tipico prodotto sudafricano).
Distribuzione: in Italia è una specie considerata esotica naturalizzata e si trova al nord, al centro e in parte al sud in rapida espansione. All'estero (nelle Alpi) si trova in alcune zone delle Alpi francesi (dipartimenti di Drôme, Isère, Savoia e Alta Savoia), Svizzere (cantoni Berna, Vallese e Ticino), Austriache (Länder del Tirolo Settentrionale, Salisburgo, Carinzia, Stiria e Austria Superiore) e in Slovenia. Sugli altri rilievi europei si trova nella Foresta Nera, Massiccio del Giura, Massiccio Centrale e Pirenei.
Habitat:  l'habitat tipico per queste piante sono gli incolti sassosi, le zone ruderali, i greti e le massicciate (tutti ambienti antropizzati); ma anche campi, colture, vigneti, oliveti e ripari sotto roccia o grotte. Il substrato preferito è sia calcareo che siliceo con pH neutro, medi valori nutrizionali del terreno che deve essere secco.
Distribuzione altitudinale: sui rilievi queste piante si possono trovare fino a 500 m s.l.m.; frequentano quindi i seguenti piani vegetazionali: collinare e in parte quello montano (oltre a quello planiziale – a livello del mare).

## Fitosociologia: areale alpino
Dal punto di vista fitosociologico alpino Senecio inaequidens appartiene alla seguente comunità vegetale:
Formazione: delle comunità perenni nitrofile
Classe: Artemisietea vulgaris

## Tassonomia
La famiglia di appartenenza di questa voce (Asteraceae o Compositae, nomen conservandum) probabilmente originaria del Sud America, è la più numerosa del mondo vegetale, comprende oltre 23.000 specie distribuite su 1.535 generi, oppure 22.750 specie e 1.530 generi secondo altre fonti (una delle checklist più aggiornata elenca fino a 1.679 generi). La famiglia attualmente (2021) è divisa in 16 sottofamiglie; la sottofamiglia Asteroideae è una di queste e rappresenta l'evoluzione più recente di tutta la famiglia.

### Filogenesi
Il genere di questa voce appartiene alla sottotribù Senecioninae della tribù Senecioneae (una delle 21 tribù della sottofamiglia Asteroideae). La struttura della sottotribù è molto complessa e articolata (è la più numerosa della tribù con oltre 1.200 specie distribuite su un centinaio di generi) e al suo interno sono raccolti molti sottogruppi caratteristici le cui analisi sono ancora da completare. Il genere di questa voce è il principale della sottotribù con quasi 1500 specie. Nell'ambito della filogenesi delle Senecioninae Senecio è polifiletico e molti sue specie sono attualmente "sparse" tra gli oltre 100 generi della sottotribù. Senecio s.str. è posizionato più o meno alla base della sottotribù  (è uno dei primi generi che si sono separati).
La specie  Senecio inaequidens è individuata dai seguenti caratteri specifici:
- il ciclo biologico è perenne;
- le foglie sono lineari (quelle superiori sono simili alle basali);
- l'involucro è piriforme;
- i fiori ligulati sono 10 - 15 per capolino.

Il numero cromosomico di Senecio inaequidens è: 2n = 40.

### Variabilità
La variabilità di questa pianta (soprattutto nella capacità di adattarsi ad ambienti più disparati) è data dalla presenza di diversi livelli di poliploidia. Alcuni studi hanno dimostrato che mentre nei campioni sudafricani si sono riscontrati individui soprattutto diploidi, in quelli europei i campioni esaminati erano solamente tetraploidi. In questo studio si fa inoltre l'ipotesi che la tetraploidia europea sia derivata da un evento di ibridazione tra due tipi con DNA diploide nella zona del Lesotho. Questo evento potrebbe spiegare la rapida diffusione in Europa di questa specie in quanto, come già detto sopra, i tipi poliploidi sono in grado di adattarsi più facilmente ai nuovi ambienti (come quello europeo).

## Invasività
In Europa il Senecio inaequidens è considerato altamente invasivo. Data la sua facilità con cui si adatta ai vari habitat (vedi il paragrafo “Variabilità”) è in grado in poco tempo di sostituire le specie indigene. In particolare essendo tossica per il bestiame (vedi questo studio) costituisce un grosso problema per l'agricoltura. In Svizzera (ma anche in altri paesi europei)  è inserita nella ”Lista Nera della Commissione svizzera per la conservazione delle piante selvatiche”